# Novella (protista)
Novella es un género de foraminífero bentónico de la subfamilia Loeblichiinae, de la familia Loeblichiidae, de la superfamilia Fusulinoidea, del suborden Fusulinina y del orden Fusulinida. Su especie tipo es Novella evoluta. Su rango cronoestratigráfico abarca desde el Namuriense hasta el Moscoviense inferior (Carbonífero superior).

## Discusión
Clasificaciones más recientes incluyen Novella en la superfamilia Loeblichioidea, del suborden Endothyrina, del orden Endothyrida, de la subclase Fusulinana, de la clase Fusulinata. También se ha incluido en subfamilia Millerellinae, de la familia Ozawainellidae y de la superfamilia Ozawainelloidea.

## Clasificación
Novella incluye a las siguientes especies:
- Novella evoluta †
- Novella lanceolata †
- Novella manukalovae †
- Novella plana †
- Novella pulchra †

En Novella se ha considerado el siguiente subgénero:
- Novella (Pseudonovella), aceptado como género Pseudonovella